# Itoman
Itoman (Japans: 糸満市, Itoman-shi) is een Japanse stad in de prefectuur Okinawa. In 2015 telde de stad 58.618 inwoners. 

## Geschiedenis
Het dorp Itoman ontstond in 1908. In 1961 werden de dorpen Kanegusuku, Takamine en Miwa toegevoegd aan Itoman. Op 1 december 1971 werd Itoman benoemd tot stad (shi). 
Subprefecturen:
Miyako · Yaeyama

Steden:
Ginowan · Ishigaki · Itoman · Miyakojima · Nago · Naha (hoofdstad) · Nanjo · Okinawa · Tomigusuku · Urasoe · Uruma

Districten:
Kunigami · Miyako · Nakagami · Shimajiri · Yaeyama
Gemeenten per district